# 周熊 (弘治進士)
周熊（1462年—？），字應文，號渭川，陝西西安前衛人，軍籍，明朝政治人物。

## 生平
弘治八年（1495年）乙卯科陝西鄉試第十二名舉人。弘治九年（1496年）中式丙辰科會試第一百五十五名，三甲第八十三名進士。弘治末年授贵州道监察御史，巡按云南，正德三年（1508年）巡按山东。

## 家族
曾祖周敬；祖父周成；父周清，母羅氏。慈侍下。